# Inírida (rzeka)
Inírida – rzeka we wschodniej Kolumbii, przepływająca przez departamenty Guaviare i Guainía.
Rzeka uchodzi w pobliżu miasta Inirída do rzeki Guaviare, będącej z kolei dopływem Orinoko.